# Межводное
Межво́дное (до 1945 года Ярылгач; укр. Міжводне, крымскотат. Yarılğaç, Ярылгъач) — село, расположенное на территории Черноморского района Республики Крым, центр Межводненского сельского поселения (согласно административно-территориальному делению Украины — Межводненского сельсовета Автономной Республики Крым).

## Население
| 2001 | 2014  |
| ---- | ----- |
| 1816 | ↗2087 |

Всеукраинская перепись 2001 года показала следующее распределение по носителям языка
| Язык             | Процент |
| ---------------- | ------- |
| русский          | 69.44   |
| крымскотатарский | 16.35   |
| украинский       | 12.78   |
| другие           | 0.33    |

### Динамика численности
| - 1864 год — 158 чел. - 1889 год — 244 чел. - 1892 год — 312 чел. - 1900 год — 325 чел. - 1915 год — 492/0 чел. - 1926 год — 431 чел. | - 1939 год — 519 чел. - 1974 год — 1422 чел. - 1989 год — 651 чел. - 2001 год — 1816 чел. - 2009 год — 3320 чел. - 2014 год — 2087 чел. |

## Современное состояние
На 2016 год в Межводном, согласно КЛАДР, числится свыше 80 улиц и переулков, при этом на Яндекс-карте улиц обозначено намного меньше; на 2009 год, по данным сельсовета, село занимало площадь 318,4 гектара, на которой в 667 дворах проживало 3320 человек, из них 358 крымских татар (19,5 %).

## География
Межводное расположено между Ярылгачской бухтой и двумя озёрами лиманного типа (Джарылгач и Ярылгач). Сезонный (летний) климатический и бальнеологический (в перспективе) курорт. Расположено примерно в 16 километрах (по шоссе) на северо-восток от районного центра Черноморское, ближайшая железнодорожная станция — Евпатория — примерно в 69 километрах. Транспортное сообщение осуществляется по региональной автодороге 35К-012 Черноморское — Воинка (по украинской классификации — Т-0107).

## История
См. также: Панское (усадьба)
Территория села была заселена с древнейших времён — археологическими раскопками выявлено поселение позднекатакомбной эпохи (2 тысячелетие до н. э.). Следующие поселения датируются IV—III веком до н. э. Установлено, что на относительно небольшой территории располагалось несколько эллинских сельскохозяйственных усадеб, условно названных учеными Панское 1, 2, 3, 4. Наиболее детально исследована усадьба Панское-1. Усадьба погибла в III веке до н. э. в результате нападения варваров.
Во времена Крымского ханства село получило название Ярылгач. В последний период ханства, согласно Камеральному Описанию Крыма… 1784 года, Чарлыгачь входил в Мангытский кадылык Козловскаго каймаканства.
Крымскотатарское население покинуло его (а также большую часть соседних поселений) во время первой волны эмиграции, последовавшей в конце XVIII века непосредственно за вхождением Крыма в состав Российской империи. После создания 8 (20) октября 1802 года Таврической губернии, Отуз территориально находился в составе Яшпетской волости Евпаторийского уезда. На карте 1817 года с деревня Ерилгач обозначена пустующей, на карте 1836 года в деревне 8 дворов, а на карте 1842 года обозначен условным знаком «малая деревня», то есть, менее 5 дворов.
В 1860-х годах, после земской реформы Александра II, деревню приписали к Курман-Аджинской волости. Согласно «Памятной книжке Таврической губернии за 1867 год», деревня Ярылгач была покинута жителями в 1860—1864 годах, в результате эмиграции крымских татар, особенно массовой после Крымской войны 1853—1856 годов, в Турцию и заселена татарами и русскими поселянами. В «Списке населённых мест Таврической губернии по сведениям 1864 года», составленном по результатам VIII ревизии 1864 года, Ярылгач (или Джарылгач) — казённая русская деревня, с 26 дворами и 158 жителями при Чёрном море. По обследованиям профессора А. Н. Козловского 1867 года, вода в колодцах деревни была солоноватая, а их глубина колебалась от 1 до 5 саженей (от 2 до 10 м). На трехверстовой карте Шуберта 1865—1876 года в деревне Джарылгач обозначено 30 дворов. Согласно изданной в 1886 году «Справочной книжке о приходах и храмах Таврической епархии…» епископа Гермогена, Ярылгач — русская деревня, заселенная в 60-х годах XIX века и приписанная к приходу Ак-Мечетской церкви Захария и Елисаветы.
В «Памятной книге Таврической губернии 1889 года», по результатам Х ревизии 1887 года, в деревне Яригач числился 41 двор и 244 жителя. Согласно «…Памятной книжке Таврической губернии на 1892 год», в деревне Ярылгач, входившей в Ярылгачское сельское общество, было 312 жителей в 47 домохозяйствах.
Земская реформа 1890-х годов в Евпаторийском уезде прошла после 1892 года, в результате Ярылгач приписали к Донузлавской волости.
По «…Памятной книжке Таврической губернии на 1900 год» в деревне, входившей в Ярылгачское сельское общество, числилось 325 жителей в 49 дворах. На 1914 год в селении действовала земская школа. По Статистическому справочнику Таврической губернии. Ч.II-я. Статистический очерк, выпуск пятый Евпаторийский уезд, 1915 год, в селе Ярылгач Донузлавской волости Евпаторийского уезда числился 91 двор (все дворы с землёй) с русскими жителями в количестве 492 человек приписного населения, из которых 264 мужчины и 228 женщин. Жители владели 1369 десятинами удобной земли. В хозяйствах имелось 210 лошадей, 89 волов, 65 коров и 1240 голов мелкого скота. Также имелась одноимённая хлебная пристань.
После установления в Крыму Советской власти, по постановлению Крымревкома от 8 января 1921 года № 206 «Об изменении административных границ» была упразднена волостная система и образован Евпаторийский уезд, в котором создан Ак-Мечетский район и село вошло в его состав, а в 1922 году уезды получили название округов. 11 октября 1923 года, согласно постановлению ВЦИК, в административное деление Крымской АССР были внесены изменения, в результате которых округа были отменены, Ак-Мечетский район упразднён и село вошло в состав Евпаторийского района. Согласно Списку населённых пунктов Крымской АССР по Всесоюзной переписи 17 декабря 1926 года, в селе Ярылгач, Керлеутского сельсовета Евпаторийского района, числилось 90 дворов, из них 82 крестьянских, население составляло 431 человек, из них 268 белорусов, 152 украинца, 8 русских, 3 армянина, действовала русская школа. Согласно постановлению КрымЦИКа от 30 октября 1930 года «О реорганизации сети районов Крымской АССР», был восстановлен Ак-Мечетский район (по другим данным 15 сентября 1931 года) и село вновь включили в его состав, видимо, тогда же был образован сельсовет, поскольку на 1940 год он уже существовал.
В годы Великой Отечественной войны на фронтах сражались 247 жителей Ярылгача, 101 из них погибли, 134 награждены орденами и медалями. 24 мая 1943 года уроженцу села, младшему лейтенанту 45-го истребительного авиаполка Николаю Даниловичу Кудря было посмертно присвоено звание Героя Советского Союза (похоронен в Славянске-на-Кубани). В честь павших в 1970-е годы в центре села установлен памятный знак в виде скульптуры женщины в полный рост, в платке, со скорбным лицом, установленной на подиуме. Постановлением Совета министров Республики Крым № 627 от 20 декабря 2016 года памятник отнесён к категории объектов культурно-исторического наследия России регионального значения.
В 1944 году, после освобождения Крыма от фашистов, указом Президиума Верховного Совета РСФСР от 21 августа 1945 года Ярылгач был переименован в Межводное и Ярылгачский сельсовет — в Межводненский. С 25 июня 1946 года Межводное в составе Крымской области РСФСР. 26 апреля 1954 года Крымская область была передана из состава РСФСР в состав УССР. С начала 1950-х годов, в ходе второй волны переселения (в свете постановления № ГОКО-6372с «О переселении колхозников в районы Крыма»), в Черноморский район приезжали переселенцы из различных областей Украины. С 12 февраля 1991 года село в восстановленной Крымской АССР, 26 февраля 1992 года переименованной в Автономную Республику Крым.

## Социальная сфера
В Межводном есть средняя общеобразовательная школа, амбулатория, дом культуры, библиотека-филиал № 6, отделение почты, отделение банка, аптека, церковь Николая Чудотворца, мечеть Ярлыгач Джамиси, несколько магазинов, рынок и АЗС.

## Транспортное сообщение
Межводное связано автобусным сообщением с райцентром, Евпаторией, Симферополем и соседними населёнными пунктами.
В советское время в селе функционировал аэропорт (самолёты АН-2 совершали рейсы из Межводного в Симферополь). В настоящее время взлётно-посадочная полоса бывшего аэропорта используется дельтапланами местных туристических агентств в летний период.

## Известные межводненцы
- Ольга Давыдко — заслуженный мастер спорта Украины по сумо, чемпионка мира (2008), неоднократная призёрка мировых и европейских первенств.
- Кудря, Николай Данилович — Герой Советского Союза.